# V1721 Aquilae
V1721 Aquilae eller Nova Aquilae 2008 var en nova i stjärnbilden Örnen.  Den upptäcktes den 22 september 2008 av K. Itagaki i prefekturen Yamagata, Japan nära det galaktiska planet. 